# Nikolas Kabasilas
Nikolas Kabasilas (grekiska: Νικόλαος Καβάσιλας), född 1319/1323 i Thessaloniki, död 1392, var en bysantinsk mystiker och teologisk författare.
Kabasilas vördas som helgon i ortodoxa kyrkan. Hans festdag är 20 juni. Romersk-katolska kyrkan använder utdrag ur hans Livet i Kristus som läsningar under timbönerna (tisdag, onsdag och torsdag i Påskens femte vecka, år två av den tvååriga cykeln i ordningen för läsningar).

## Biografi
Nikolas Kabasilas stod härskaren Johannes VI Kantakouzenos nära, eftersom de delade livet i ett kloster. En gång i tiden var han tänkt att följa i sin farbror Nilos Kabasilas fotspår som ärkebiskop i Thessaloniki, men det finns inget som visar på att detta skedde. Det är mer troligt att han var präst i manganonklostret nära Konstantinopel.
I kontroversen om hesykasmen tog han munkarnas på berget Athos och helige Gregorios Palamas parti.

## Verk
Nikolas Kabasilas huvudsakliga verk är Περὶ τῆς ἐν Χριστῷ ζωῆς, ("Livet i Kristus"). I detta påvisar han principen att enheten med Kristus understryks med de tre stora mysterierna: dopet, myrrahsmörjelsen och eukaristin. Han skrev också homilier i olika ämnen, och ett tal mot ocker, tryckt tillsammans med andra verk i Jacques Paul Mignes Patrologia Graeca, c. i. Många av hans verk finns fortfarande som manuskript.
Kabasilas viktigaste verk är Livet i Kristus och Kommentarer till den gudomliga liturgin. Dessa verk lyfter fram en djupgående förståelse av det sakramentala och liturgiska livet i öst-ortodoxa kyrkan och är lätt att ta till sig och instruerande för kristna i dag, oavsett om de tillhör den östliga eller västliga delen av kyrkan.